# NGC 95
NGC 95 es una galaxia espiral 250 millones de años luz de distancia en la constelación de Piscis. Fue descubierto por el astrónomo inglés John Fredrick William Herschel el 18 de octubre de 1784. La galaxia tiene varios brazos espirales azules que rodean un núcleo amarillo brillante, y tiene aproximadamente 120,000 años luz de diámetro, lo que la hace solo un poco más grande que la Vía Láctea.